# Ainsi parlait Zarathoustra (Strauss)
Pour les articles homonymes, voir Also sprach Zarathustra.
Ainsi parlait Zarathoustra (Also sprach Zarathustra, allemand) op. 30 est un poème symphonique composé par Richard Strauss (1864-1949) entre février et août 1896, librement inspiré du poème philosophique Ainsi parlait Zarathoustra du philosophe allemand Friedrich Nietzsche. La première a lieu à Francfort le 27 novembre 1896 sous la direction du compositeur. Son introduction grandiose (Einleitung) est rendue célèbre par sa reprise dans la musique de film de science-fiction culte 2001, l'Odyssée de l'espace de Stanley Kubrick et de la Metro-Goldwyn-Mayer en 1968,.

## Historique
L'œuvre est librement inspirée par le poème philosophique Ainsi parlait Zarathoustra, du philosophe allemand Friedrich Nietzsche, où les deux auteurs compositeurs voient l'évolution de l'histoire de l'humanité, de ses origines, à sa transition vers une conception nietzschéenne du « Surhomme ».
Inscrite au Registre national des enregistrements de la bibliothèque du Congrès des États-Unis, elle se situe chronologiquement au milieu des pièces symphoniques du célèbre compositeur, entre Till l’Espiègle (1895) et Don Quichotte (1897), bien avant ses opéras majeurs Salome (« Salomé ») (1905) ou Der Rosenkavalier (« Le Chevalier à la rose ») (1911)...

## Composition
Son introduction grandiose (Einleitung) (rendue célèbre par le générique du film 2001, l'Odyssée de l'espace de Stanley Kubrick, utilisée en ouverture des concerts d'Elvis Presley de 1971 à 1977, ainsi qu'à titre de générique du journal télévisé de La Cinq de 1987 à 1991) comporte une fanfare (voir ci-dessous), répétée trois fois en crescendo, pour mettre en musique le lever de soleil (Sonnenaufgang) sur la montagne, depuis le premier rayon de soleil, jusqu’à l’illumination progressive et complète des sommets de la montagne de l’œuvre de Nietzsche (représentation allégorique de « L'Individu se fond dans le Monde et le Monde se fond dans l'Individu ») repris et adapté par le lever de soleil aligné sur la terre et sur la lune du film 2001, l'Odyssée de l'espace de Stanley Kubrick.
Ces quelques mesures sont un magnifique raccourci du trajet depuis le néant jusqu'à la lumière :
- do, tonique (note fondamentale pour un musicien occidental) — le néant
- do à l'octave (aux cuivres)
- sol, la quinte
- et enfin do, quarte du sol.

Unisson, octave, quarte et quinte représentent la perfection de l'Univers :
- Unisson : la longueur de référence de la corde qui vibre, soit l'unité
- Octave : la longueur de la corde est divisée par 2
- Quinte : la longueur de la corde est divisée par 3
- Quarte : la longueur de la corde est divisée par 4

1 + 2 + 3 + 4 = 10, nombre représentant la perfection de l'Univers selon les théories de Pythagore.
Ensuite :
- accord majeur suivi d'un mineur (do-sol-mi → do sol mi bémol) : symboles fondamentaux de la musique tonale
- Reprise, mais ici, l'accord mineur précède l'accord majeur.
- Et dans le troisième crescendo, c'est une succession d'accords avec pour ligne mélodique une gamme ascendante triomphale : mi la (la si do ré mi fa sol la si do)

Outre ce court prélude, l’œuvre comporte huit parties enchaînées, symbolisant les « discours » du poète-prophète Zarathoustra :
- Von den Hinterweltlern (De ceux des mondes de derrière)
- Von der großen Sehnsucht (De l’aspiration suprême)
- Von den Freuden und Leidenschaften (Des joies et des passions)
- Das Grablied (Le Chant du tombeau)
- Von der Wissenschaft (De la science)
- Der Genesende (Le Convalescent)
- Das Tanzlied (Le Chant de la danse )
- Nachtwandlerlied (Chant du somnambule)

La durée est d’environ trente minutes.

## Orchestration
L'œuvre est écrite pour orchestre symphonique.
| Instrumentation de Ainsi parlait Zarathoustra |
| Cordes |
| premiers violons, seconds violons, altos, violoncelles, contrebasses, 2 harpes                                                                                                 |
| Bois |
| 1 piccolo, 3 flûtes, (la 3e jouant aussi du piccolo), 3 hautbois, 1 cor anglais, 1 petite clarinette mi♭, 2 clarinettes si♭, 1 clarinette basse si♭, 3 bassons, 1 contrebasson |
| Cuivres |
| 6 cors en fa et en mi, 4 trompettes en ut et en mi, 3 trombones, 2 tubas |
| Percussions |
| 3 timbales, cloches tubulaires, glockenspiel, grosse caisse, cymbales, triangle                                                                                                |
| Clavier |
| 1 orgue |

## Télévision et cinéma
- 1968 : 2001, l'Odyssée de l'espace, de Stanley Kubrick, d’après 2001 : L'Odyssée de l'espace, d'Arthur C. Clarke, un célèbre monolithe géométrique noir d'origine extraterrestre joue un rôle important et mystérieux dans l’évolution de l'histoire de l'humanité, tout au long du film, accompagné de ce thème musical.
- 1976 : Le Bus en folie, de James Frawley
- 1979 : Bienvenue, mister Chance (Being There), de Hal Ashby, avec Peter Sellers (lorsque celui-ci sort pour la première fois de sa maison et se trouve perdu dans le « chaos » de la ville)
- 1979 : Moonraker, de Lewis Gilbert, avec Roger Moore dans le rôle de James Bond 007
- 1987 à 1991 : La Cinq (générique du journal télévisé)
- 1995-1997 : TGR
- 1989 : Turner et Hooch, de Roger Spottiswoode, avec Tom Hanks
- 2002 : Les Simpson, épisode La Double Vie de Lisa
- 2005 : Charlie et la Chocolaterie, de Tim Burton, avec Johnny Depp
- 2008 : WALL-E, d'Andrew Stanton
- 2009 : Planète 51, de Jorge Blanco
- 2013 : Corps et Biens, de Taïssia Igoumentseva.
- 2017 : Le Musée des merveilles, de Todd Haynes
- 2023 : Barbie, de Greta Gerwig
- 2023 : Priscilla, de Sofia Coppola
- 2024 : The Substance, de Coralie Fargeat
- 2024 : On va marcher sur la Lune, au générique de début, les  3 premières notes de la symphonie menant vers le générique de ce téléfilm de la série Fait pas ci, fait pas ça.

### 2001, l'Odyssée de l'espace', de Stanley Kubrick

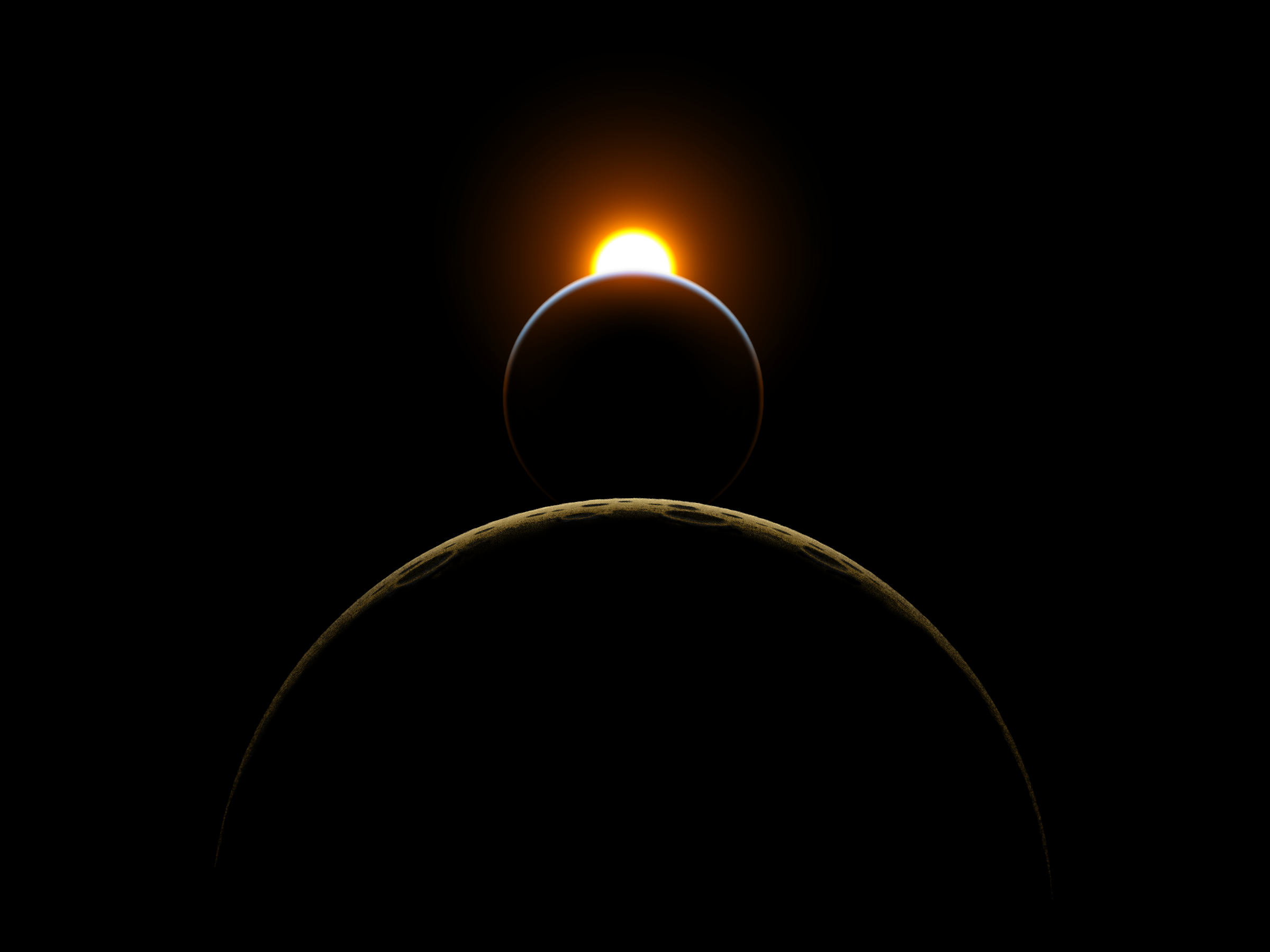
Célèbre lever de soleil allégorique de l'aube de l'histoire de l'humanité et sur son alignement avec la terre et la lune, du film culte 2001, l'Odyssée de l'espace, de Stanley Kubrick de 1968.

Cette œuvre est utilisée en générique d'ouverture du film 2001, l'Odyssée de l'espace de Stanley Kubrick, illustrant l'alignement entre la Lune, la Terre et le Soleil, ainsi que dans L'aube de l'humanité et dans la scène finale du film. Cette musique semble illustrer la notion de triomphe du progrès, étant utilisée lors de la séquence de la découverte de la notion d'outil (transition du singe à l'Homme) et à la fin du film (Homme à Surhomme). Richard Strauss lui-même disait à propos de cette musique et de son lien avec l’œuvre de Nietzsche : « J'avais l'intention de suggérer, par l'intermédiaire de la musique, l'idée du développement de l'espèce humaine à partir de son origine et à travers les diverses phases de son développement, religieux et scientifique. ».

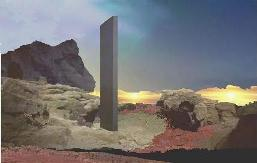
Représentation par Georges Yatridès en 2013, du célèbre monolithe d'origine extraterrestre du début du film.

Selon Didier de Cottignies (entre autres directeur artistique de l'orchestre de Paris, et ancien conseiller musical de Stanley Kubrick) ce dernier avait initialement choisi le début de la Symphonie no 3 en ré mineur de Gustav Mahler comme musique principale de son film (le quatrième mouvement de cette symphonie fait intervenir une voix de contralto chantant un texte de Ainsi parlait Zarathoustra de Friedrich Nietzsche). En 1967, il reçut de son beau-frère à Noël une version d'Ainsi parlait Zarathoustra de Richard Strauss enregistrée par l'orchestre philharmonique de Berlin, conduit par Herbert von Karajan. En l'écoutant, Kubrick réalisa que l'introduction de ce poème symphonique serait plus adaptée que la symphonie de Mahler. Les droits d'enregistrement de Karajan n'étant pas disponibles, c'est la version de Karl Böhm, avec l'orchestre philharmonique de Vienne, qui fut créditée au générique. Mais au cours de la postproduction, Kubrick remplaça discrètement l'enregistrement de Böhm par celui de Karajan et personne ne le remarqua.

## Quelques reprises et adaptations musicales
- 1974 : adaptation parodique par le Portsmouth Sinfonia pour le titre "Also Sprach Zarathustra Op 31" (album " “Hallelujah!")[9].
- 1972 : adaptation par Eumir Deodato avec son orchestre jazz-funk, pour son album Prelude de 1972 (Grammy Awards 1973 meilleure performance instrumentale).
- 1971 : reprise par Elvis Presley en introduction de ses concerts à partir de 1971, et albums Elvis: As Recorded at Madison Square Garden...